# IC 959
IC 959 је спирална галаксија у сазвјежђу Волар која се налази на листи објеката дубоког неба у Индекс каталогу.
Деклинација објекта је + 13° 30' 23" а ректасцензија 13h 56m 3,3s. Привидна величина (магнитуда) објекта IC 959 износи 13,2 а фотографска магнитуда 14,1. IC 959 је још познат и под ознакама UGC 8848, MCG 2-36-1, CGCG 74-7, NPM1G +13.0356, PGC 49540.